# Warandetoren

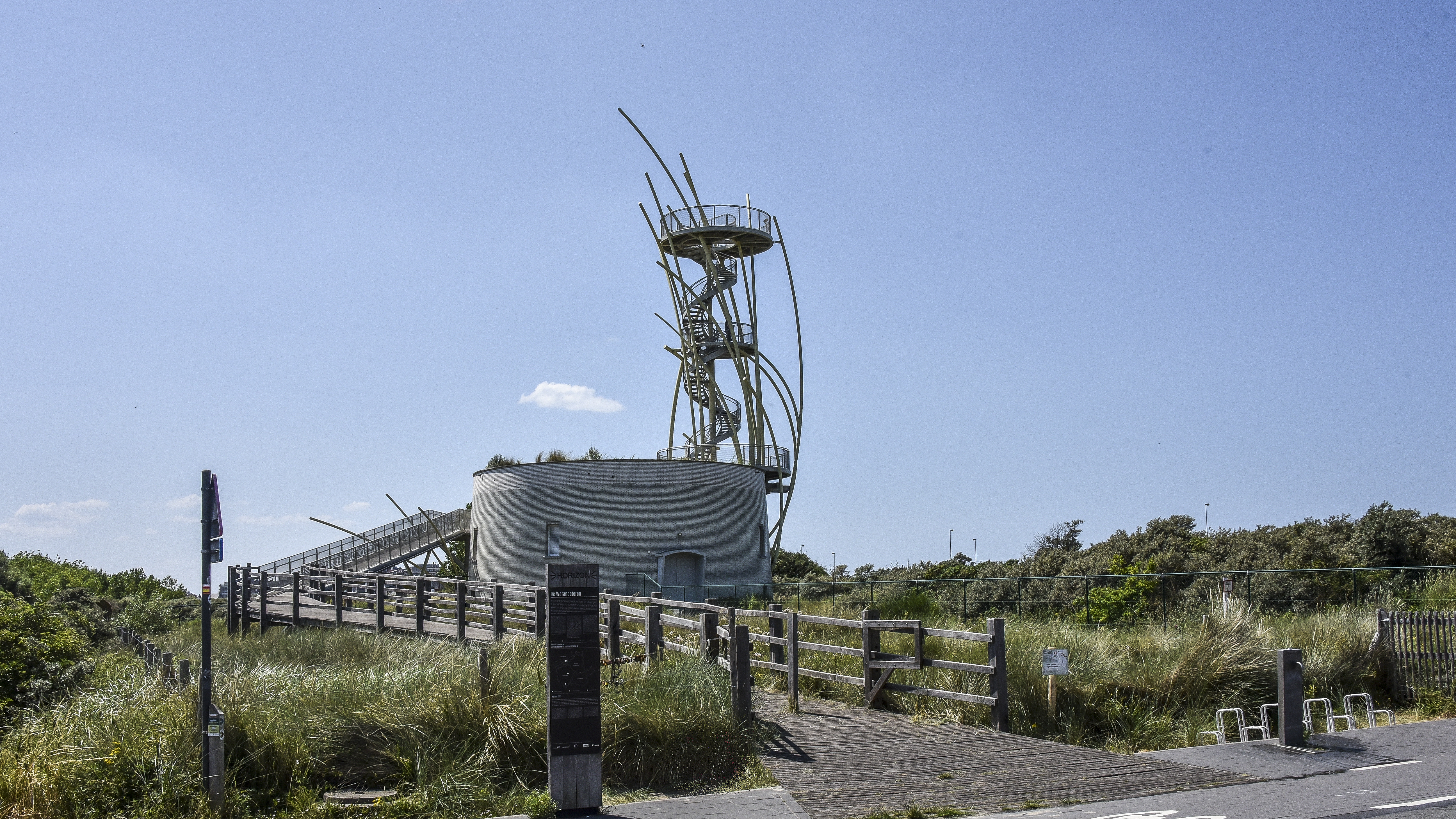
De Warandetoren

De Warandetoren is een stalen constructie in de Belgische gemeente Middelkerke, gebouwd bovenop de restanten van een oude watertoren. Die watertoren verdween maar zijn oorspronkelijke functie niet. Nog altijd wordt van hieruit een groot deel van Middelkerke van drinkwater voorzien.
Met zijn lange gebogen sprieten, verwijzend naar het typische helm, is de Warandetoren een opvallende en ranke verschijning. Vanop de basis (zeven meter) is er een uitzicht op de Warandeduinen, een natuurgebied met bijzondere planten en dieren. Wie tot boven klimt (twintig meter) kan naar de horizon turen: Middelkerke en Westende, de  Belgische Kust en de Polders van de Vlaamse Kustvlakte.

## Galerij

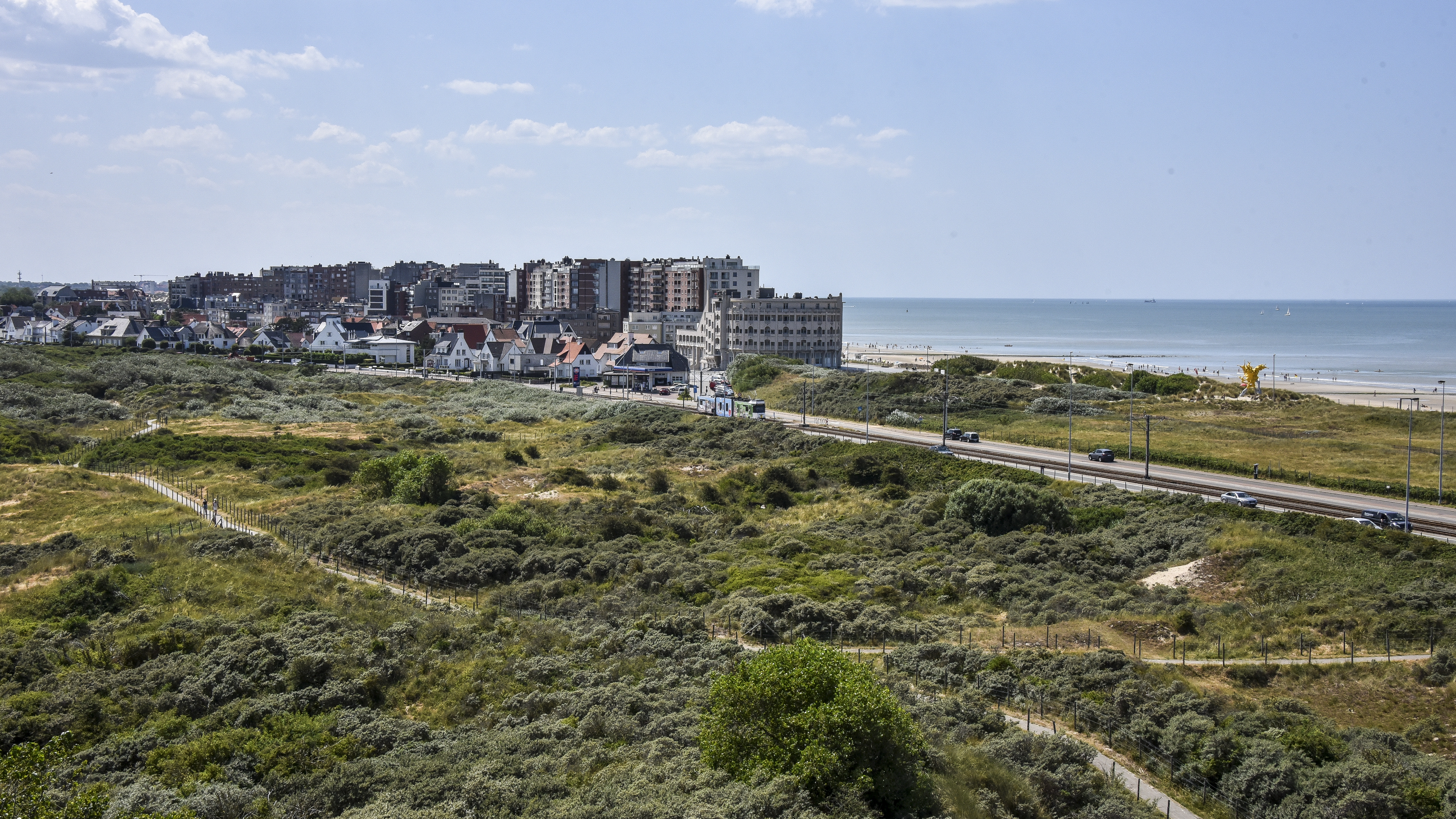
Westende vanaf de Warandetoren
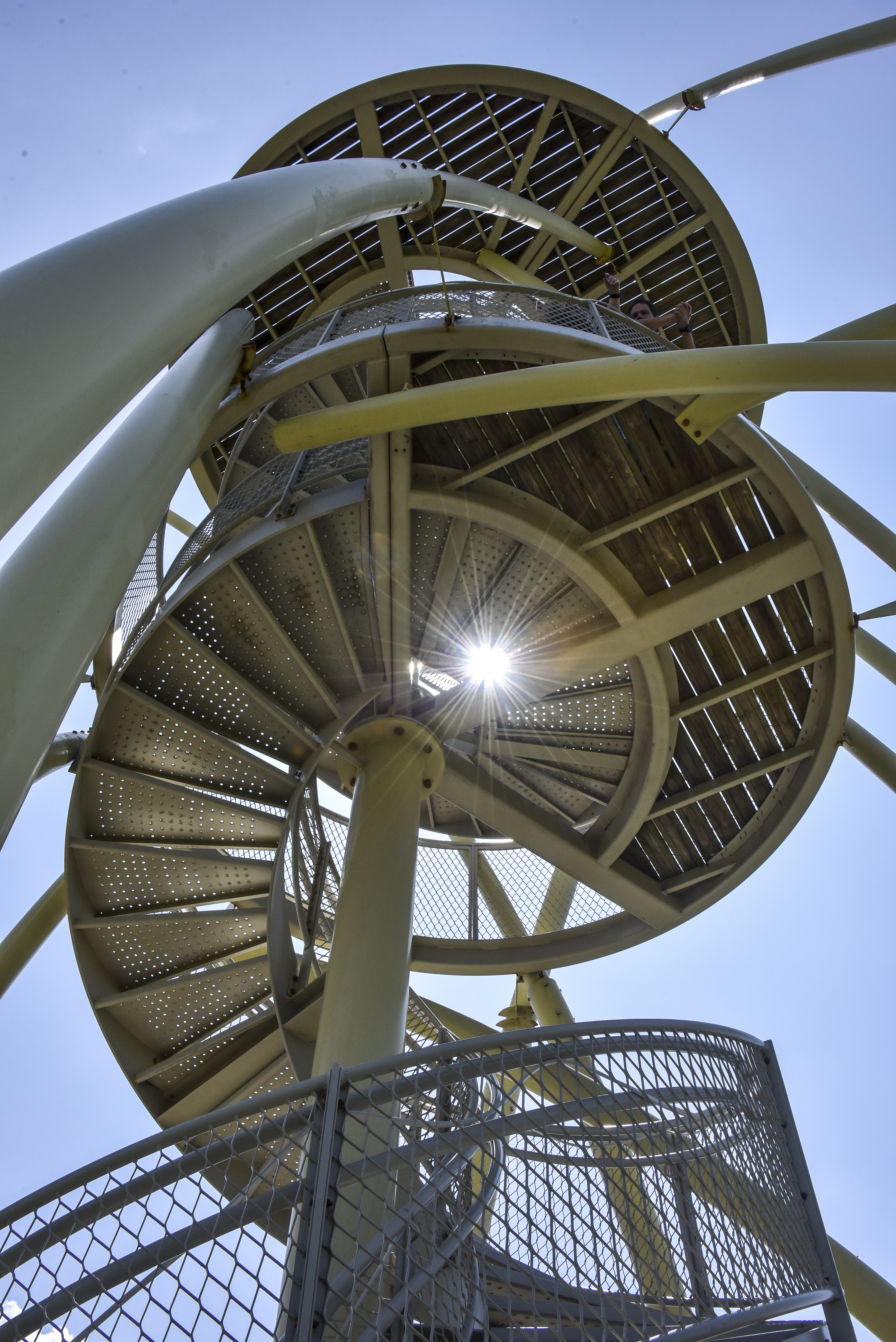
De trap